# Oberer Rosenbach
Der Obere Rosenbach ist ein 1,7 km langer, orografisch linker Nebenfluss der Weißen Elster im sächsischen Plauen, Deutschland.

## Geographie
Der Bach entsteht am westlichen Ortsrand von Reißig auf einer Höhe von 395 m ü. NHN. Von hier aus fließt er in überwiegend östliche Richtungen durch Reißig. Am östlichen Ortsrand beginnt sein Weg durch den Reißigwald. Nach 1,7 km Wegstrecke mündet der Rosenbach auf 320 m ü. NHN in die Weiße Elster. Der Rosenbach entwässert ein etwa 1,04 km² großes Einzugsgebiet über Weiße Elster, Saale, Elbe zur Nordsee. Bei einem Höhenunterschied von 75 m beträgt das mittlere Sohlgefälle 44 ‰.

## Geschichte
In den Rosenbach wurden früher die Abwässer einer Reifenfabrik und einer Schweinemästerei eingeleitet. Nach dem Ende der DDR endete diese Verschmutzung. Auf den Flächen des Mastbetriebes ist ein Gewerbegebiet entstanden, dessen Oberflächenwasser bei starken Regen in einen Rückhaltebecken gesammelt und allmählich in den Rosenbach abgegeben werden.